# Abe Silverstein
Abraham "Abe" Silverstein, född 15 september 1908 i Terre Haute, Indiana, död 1 juni 2001 i Fairview Park, Ohio, var en amerikansk rymdingenjör som arbetade vid NASA. Vid NASA:s grundande ledde han planeringen och uppstarten av för alla dess rymduppdrag, varav merparten fortfarande är aktiva, däribland Apolloprogrammet som ursprungligen skulle utföra avancerade uppdrag i omloppsbana men omvandlades till att landsätta den första människan på månen.
Abe Silverstein studerade till maskiningenjör på Rose Polytechnic Institute, som senare bytte namn till Rose-Hulman Institute of Technology, och började efter avslutad utbildning på NASA:s föregångare NACA på Langley Research Center i Viriginia. Han fördjupade sin utbildning i maskinteknik till en "Professional Engineering". På Langley Research Center deltog han i arbetet med centrets fullskaliga vindtunnel, och han blev sedermera chef för den. År 1943 förflyttades han till Lewis Research Center, som senare bytte namn till Glenn Research Center, där han förestod hela forskningsavdelningen, som även den omfattade en fullskalig vindtunnel men också forskade om framdrivning med jetmotorer.
När NASA bildades 1958 kallades han till Washington för att prioritera, utveckla och initiera det amerikanska rymdprojektets projekt, både gällande uppdragens innehåll och utvecklingen av farkosterna. Han namngav i samband med det Apolloprogrammet efter den grekiska guden Apollo, som drar solen i en vagn över himlavalvet. Han tog namnet ur en bok som handlade om grekisk mytologi. Han återvände till Lewis Research Center för att vara dess chef och han gick i pension 1970. Efter pensioneringen från NASA arbetade han bland annat för Republic Steel.